# Kléber Laube Pinheiro
Kléber Laube Pinheiro (* 2. Mai 1990 in Estância Velha), auch als Kléber bekannt, ist ein brasilianischer Fußballspieler.

## Karriere

### Verein
Kléber begann seine Karriere beim brasilianischen Verein Atlético Mineiro, wo er am 14. Juni 2009 beim Spiel gegen Náutico Capibaribe zu seinem ersten Einsatz in der Série A kam.
Im August desselben Jahres wurde Kléber nach Portugal zu Marítimo Funchal verliehen. Dort debütierte er am 20. September 2009 in der Primeira Liga, als er bei der 1:2-Niederlage gegen Nacional Funchal in der 80. Minute eingewechselt wurde. Mit Marítimo Funchal erreichte er in der Saison 2009/10 den fünften Tabellenplatz und qualifizierte sich so für die Teilnahme an der Qualifikation für die UEFA Europa League 2010/11. Dort schied Marítimo Funchal aber nach Siegen gegen Sporting Fingal und Bangor City in der Play-off-Runde gegen BATE Baryssau aus.
Zur Saison 2011/12 verließ Kléber Atlético Mineiro endgültig und wechselte zum FC Porto, wo er einen Fünfjahresvertrag unterschrieb. Mit dem FC Porto wurde er gleich in seiner ersten Saison portugiesischer Fußballmeister.
Nach zwei Leihen zu Estoril Praia und Palmeiras wechselte Kléber zu Beijing Guoan. Sein Debüt in der Chinese Super League gab er am 20. Juli 2015 beim 0:0-Unentschieden gegen Shanghai SIPG.
Im August 2016 wechselte er ablösefrei zu Estoril Praia. Von dort aus wurde er zunächst nach JEF United Ichihara Chiba verliehen. Nach einem Jahr unterschrieb er einen 1-Jahres-Vertrag beim japanischen Zweitligisten. Für JEF spielte er insgesamt 67-mal in der zweiten Liga und schoss dabei 24. Tore. 2021 nahm ihn der japanische Erstligist Yokohama FC aus Yokohama unter Vertrag. Am Ende der Saison 2021 belegte er mit dem Verein den letzten Tabellenplatz und musste somit in die zweite Liga absteigen. Am Ende der Saison 2022 feierte er mit Yokohama die Vizemeisterschaft der zweiten Liga und den Aufstieg in die erste Liga. Nach dem Aufstieg wurde sein Vertrag nicht verlängert.

### Nationalmannschaft
Kléber kam am 10. November 2011 zu seinem ersten Einsatz für die brasilianische Fußballnationalmannschaft, als er beim Freundschaftsspiel gegen Gabun eingewechselt wurde.

## Erfolge

### Verein
FC Porto
- Portugiesischer Fußball-Supercup: 2011, 2012
- Portugiesischer Fußballmeister: 2012

Palmeiras São Paulo
- Brasilianischer Meister Série B: 2013

Yokohama FC
- Japanischer Zweitligavizemeister: 2022  ▲

### Nationalmannschaft
- Superclássico das Américas: 2011